# Charles Berkeley
Pour les articles homonymes, voir Charles Berkeley (homonymie) et Berkeley.
Charles Berkeley (8 avril 1649 - 24 septembre 1710) est un noble et diplomate britannique, connu comme vicomte Dursley de 1679 à 1698.

## Biographie
Il est le fils de George Berkeley (1er comte de Berkeley), et fait ses études à Christ Church, Oxford et Trinity College, Cambridge. Il est créé chevalier du bain pour le couronnement de Charles II en 1661, et reçoit son Master of Arts d'Oxford le 28 septembre 1663. Le 21 novembre 1667, il est élu membre de la Royal Society.
Berkeley adopte le titre de vicomte Dursley en septembre 1679, lorsque son père est élevé au comté. Il vient d'être élu député de Gloucester et siège aux deux derniers parlements de Charles II, en 1679 et 1681. Il n'avait pas encore siégé, en partie à cause d'un conflit avec la corporation conservatrice de la ville. Dursley suit son père dans l’opposition à Jacques II lors de la Glorieuse Révolution et jouit de nombreuses fonctions par la suite. Appelé à la Chambre des lords en tant que baron Berkeley en juillet 1689, il est ensuite nommé envoyé extraordinaire en Espagne en mai 1689 et ambassadeur aux Provinces-Unies d'août 1689 à 1695. Il reçoit également le poste de Custos Rotulorum de Gloucestershire, précédemment occupé par son père, en juillet 1689. Le 3 mai 1694, il est nommé conseiller privé et, le 25 mai, devient Lord Lieutenant du Gloucestershire. L'année suivante, il est nommé haut commissaire de la ville de Gloucester et agent du château de St Briavel le 18 juin 1697.
Il devient comte en 1698 et reçoit également le poste de son père, de Custos Rotulorum de Surrey, en février 1699. Son fils aîné, Charles, vicomte Dursley, est décédé de la variole en mai, et sa fille, Penelope, en septembre de la même année, alors que Berkeley et sa famille sont à Dublin pendant son mandat de Lord justicier (1699-1700). Le 7 juin 1702, il est reconduit dans ses fonctions de connétable et il est nommé Lord Lieutenant du Surrey et gardien de la forêt de Dean. Il décède en 1710 et est remplacé par le comte de Berkeley, Lord Lieutenant du Gloucestershire et Custos Rotulorum of Gloucestershire par son fils aîné survivant, James, officier de marine.

## Famille
Berkeley épouse Elizabeth Noel, fille du Baptiste Noel (3e vicomte Campden), le 16 août 1677, et ils ont quatre fils et trois filles :
- Charles Berkeley, vicomte Dursley (17 juin 1679 - mai 1699) ;
- James Berkeley (3e comte de Berkeley) (après 1679 - 1736) ;
- Henry Berkeley (officier) (1690 ? - mai 1736), épouse Mary Cornewall ;
- George Berkeley (après 1680-1746), marié à Henrietta Howard (comtesse de Suffolk) ;
- Mary Berkeley, épouse Thomas Chambers (fils de Thomas Chambers) et a des enfants :
  - Mary Chambers, mariée à Vere Beauclerk (1er baron Vere),
  - Anne Chambers, mariée à Richard Grenville-Temple, 2e comte Temple ;
- Elizabeth Berkeley (décédée le 16 septembre 1769), mariée à Sir John Germain, 1er baronnet, sans enfant ;
- Penelope Berkeley (décédée le 3 septembre 1699).

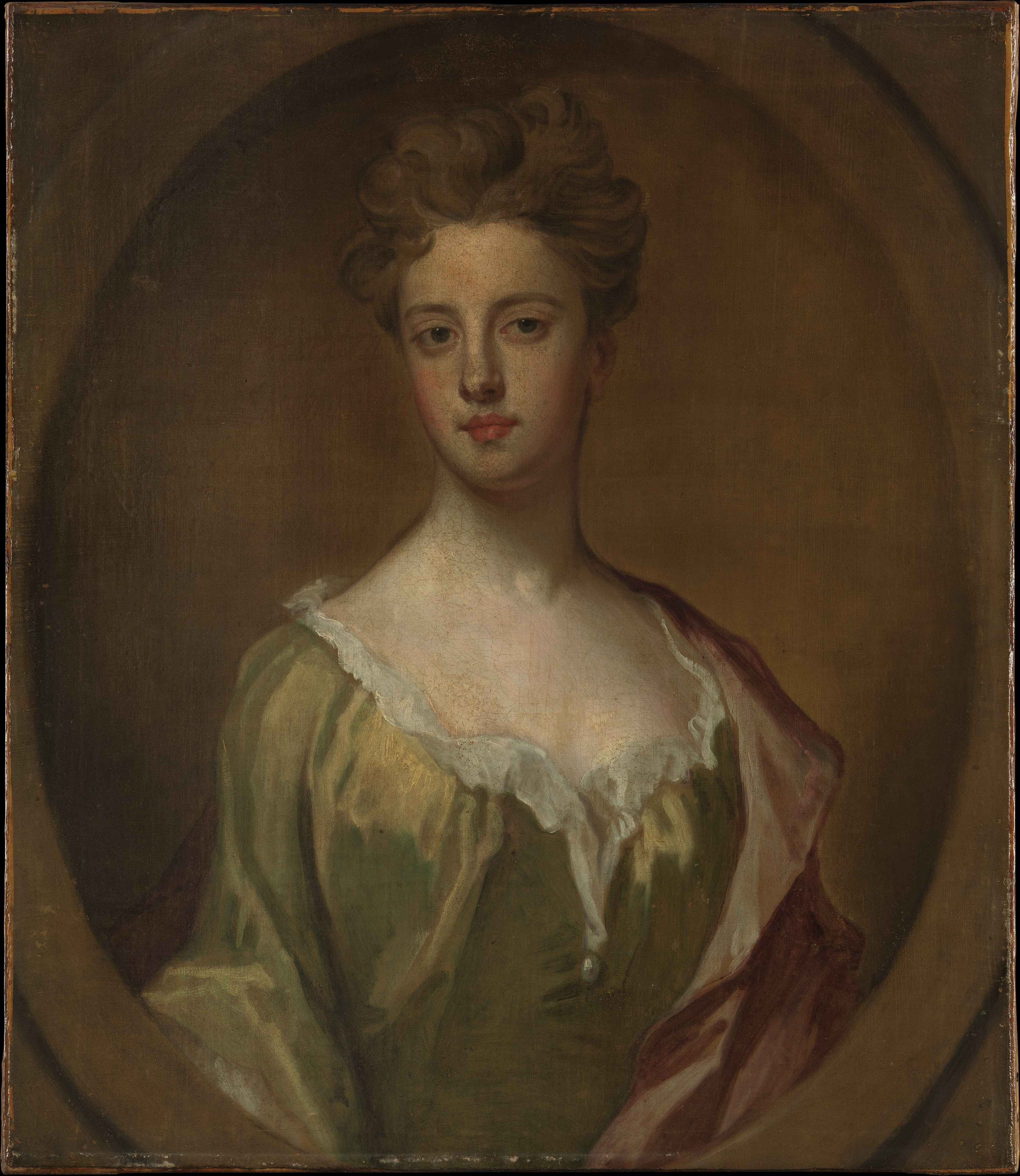
Lady Mary Berkeley.